# Секунда (музичний інтервал)
Секу́нда (лат. secundus — другий) — музичний інтервал між двома сусідніми звуками в гамі, також друга нота в гамі.

## Види
Розрізняють 4 види секунди:
- Велика секунда або тон(a)
- Мала секунда або півтон (b)
- Збільшена секунда (c) енгармонічно еквівалентна малій терції
- Зменшена секунда (d) енгармонічно еквівалентна унісону

## Співвідношення частот
| Стрій                   | Мала секунда                       | Велика секунда                    |
| ----------------------- | ---------------------------------- | --------------------------------- |
| піфагорійський          | 15:16                              | 8:9 або 9:10                      |
| рівномірно-темперований | {\displaystyle 1:{\sqrt[{12}]{2}}} | {\displaystyle 1:{\sqrt[{6}]{2}}} |

## Звучання
- Мала секунда (півтон):
  - Висхідна послідовність  C-Des
  - Низхідна послідовність  C-H
- Велика секунда (повний тон):
  - Висхідна послідовність  C-D
  - Низхідна послідовність  C-B